# Kathua
Kathua (en cachemir: कठुआ ) es una localidad de la India capital del distrito de Kathua, en el estado de Jammu y Cachemira.

## Geografía
Se encuentra a una altitud de 318 m s. n. m. a 223 km de la capital estatal, Srinagar, en la zona horaria UTC +5:30.

## Demografía
Según estimación 2010 contaba con una población de 64.076 habitantes.